# Юрьевское (Калужская область)
Юрьевское — село в Малоярославецком районе Калужской области. Входит в сельское поселение «Село Кудиново» у реки Лужа.

## Население
| 2002 | 2010 |
| ---- | ---- |
| 89   | ↗98  |

## История
В духовной грамоте княгини Серпуховской Елены Ольгердовны от 1433 года, среди «сёл лужецких»  названы Юрьевское, Деготьское, Осеневское, Аврамовское, Михалково, Миседское и Сосновское.
В 1613/14 годах Юрьевское в Лужецком стане Боровского уезда. Половиной села владел Степан Андреевич Загряжский, на его половина располагалась деревянная ветхая  церковь Благовещенья Пречистой Богородицы. На его половине пустоши — Федорищева, Степанова; луг Лапушонский, половина деревни Никонова на реке Лужа, луг Долгов, деревня Костина на реке Лужа, луг Чапуринский, пустошь Макруша, Подболотье, Сурмина, Логунова, Мышенкова, Чюжумова (Нашаново), Городища, Ретня, Офанасова на речке Кщема, Степанищева, Копылова, Стоикина, Серкины на суходоле, Радина.
На месте деревни Никоново далее образовалось одноимённое сельцо, потом село Абрамовское, пустошь Офанасова — сельцо, сейчас деревня Афанасово.
В 1678 году названо селом Юрьевское (Трубецкое).
В селе находилась историческая икона — список с древнейшей владимирской иконы Боголюбской Божией Матери. Император Пётр I передал её от придворной церкви своему крестнику — стольнику(с 1692 года) Борису Мироновичу Батурину . Икону Батурин хранил в селе Климовское Боровского уезда. В день свадьбы с помещиком села Юрьевское, Семёном Ильичом Загряжским, он дарит икону своей дочери Прасковье Борисовне Батуриной (Загряжской) . Семён Ильич глубоко верил в чудодейственную силу иконы, что привлекло к ней многих богомольцев. После его смерти братья, Пётр и Василий Загряжские, передали икону в приходскую Благовещенскую церковь.
По преданию, в 1760-х годах икона спасла её внука, гвардии прапорщика Николая Васильевича Загряжского от гибели, когда взбунтовавшиеся крестьяне пришли убить его в собственном доме. Николай Васильевич решил построить в селе, где уже стояла Благовещенская церковь, ещё одну и разместить там икону. 8 июня 1771 года епископ Переславский и Дмитровский Геннадий подписывает грамоту грамота на постройку в селе Юрьевском деревянной церкви «во имя Пресвятой Богородицы явления Ея Боголюбския».
В том же 1771 году разразилась эпидемия моровой язвы (чумы). Жители села Юрьевского и окрестных деревень совершили с иконой крестные ходы вокруг своих селений. Моровая язва прекратилась.  После этого с иконой свои города обошли жители Боровска и Малоярославце, в Юрьевское стало прибывать большое число богомольцев, в праздничные дни икону из храма приносили в дом помещика для служения молебна и всенощной и оставляли до утра.
В 1782 году Юрьевское — село Боровского уезда, во владении Николая Ивановича,  Михаила Ивановича  и Николая Васильевича Загряжских, при нём — сельцо Афанасово, земля церкви Благовещения Пресвятой Богородицы.
В 1778 году гвардии полковник Николай Васильевич Загряжский, при разделе имения вновь перенёс икону в свой дом. В 1796 году в дом попал молния, он весь сгорел, но икона осталась невредимой, кроме места, куда попала молния. Тогда был построен деревянный храм, куда была перенесена икона.

### XIX век
В 1803(02) году, в праздник Успения, Николая Васильевича убивают крепостные . Его племянники, помещики Брянского уезда Иван и Сергей Бахтины тайно забирают икону, заменив её на список такого же размера. Братья увезли настоящую икону в своё имение — село Страшевичи. Образ Божией Матери Боголюбской особо чтился в роде Бахтиных .
В  1836 году на средства майора Семёна Петровича Загряжского(? — †18 ноября 1838, с. Юрьевское) на месте старой деревянной строит каменную церковь. Помня о поступке Бахтиных, он возбудил дело о возвращении святыни. Вдовствующая попадья из сельца Масалова Прасковья Акимова указала, что подлинная икона была украдена и должна быть возвращена на законное место. Уже после смерти майора С.П. Загряжского, 20 марта 1839 года  служители Афанасьевской церкви села Страшевичи  передали настоящую икону священнику Никите Загрядскому и дьячку Афанасию Фёдорову.
Бахтины в ответ подвали просьбу о пересмотре дела лично Николая I, но в марте 1841 год. был издан указ, по которому чудотворная Боголюбская икона Божией Матери должна была оставаться в храме с. Юрьевского вечно.
В 1841 году селом владеет помещик Иван Сергеевич Бахтин, дедушка поэта Николая Николаевича Бахтина.
Икона Боголюбская икона Божией Матери вновь стала известной  во время эпидемии холеры 1848 года.
В 1891 году входила в Никольскую волость Боровского уезда Калужской губернии.
В 1889 году статский советник Михаил Андрианович Барщов, хозяин Юрьевского, построил и запустил в селе сыроваренный завод. Производство сдавалось в  аренду швейцарской подданной Анне Христиановне Эйман.
Летом 1897 года в селе Юрьевском гостил у Фёдора Егоровича Немирова, жениха старшей сестры Агриппины, Виктор Эльпидифорович Борисов-Мусатов, русский художник, живописец. Несколько дней пребывания в деревне оказало сильное влияние на его дальнейшее творчество. В Юрьевском он попытался приступить к созданию больших композиционных картин и создал немало превосходных этюдов.

### XX век
Во время Медынского восстания(1918) священник села Юрьевское Сергей Александрович Маккаевский призвал  крестьян выступить против советской власти с оружием.
В 1925-29 их годах в селе располагался Исполнительный комитет Абрамовского волостного Совета рабочих, крестьянских и красноармейских депутатов.
В 1941-году через село Юрьевское проходил Ильинский оборонительный рубеж  на линии Борисово – Юрьевское – Ильинское – Бабичево – Детчино.
Во время оккупации в селе располагался немецкий штаб. В октябре 1941 года  секретарь Юрьевского сельсовета Пелагея Брагина,  лечила 17 раненых бойцов 312-й стрелковой дивизии.
В  1955 году Юрьевский сельсовет  и село Юрьевское присоединяется к Кудиновскому сельсовету.
В 1960 году закрыта церковь при селе, икона перенесена в село Карижа.  В 1990е года церковь заброшена, колокольня частично обрушилась.
В 1998 году вновь создана православная община.
В годы Великой Отечественной войны в Юрьевском располагался военный аэродром. 30 мая 1942 года сюда перебазировался 765-й штурмовой авиационный полк, сформированный в Тамбове и имевший на вооружении самолёты Ил-2. 3 июня 765 шап приступил к боевой работе с задачей штурмовыми действиями по переднему краю и подходящим резервам противника в районе Дорогобуж и Ельня, облегчить положение группы генерал-лейтенанта Белова. С 5 июня полк вёл боевые действия на брянском направлении перед фронтами наступающих 16-й и 61-й армий. С 4 августа полк вёл боевые действия перед фронтами 20-й и 31-й армий в районе Зубцов, Гжатск, Вязьма, Дорогобуж. В сентябре 1942 года полк перебазировался на новый оперативный аэродром Борисово.

### XXI век
Во второй  половине 2000-х церковь отреставрирована.
В 2011 году  в селе не ходит общественный транспорт, перебои с водой и светом, нет медицинского обслуживания.
в 2024 году в село ходит автобус из малоярославца 1 раз в день, электричество наладили,повесили 2 фонаря на центральной улице,отремонтировали дорогу.

## Здесь родились
- Михаил Иванович Борисов (1899—1970) — Герой Советского Союза.
- Руссо, Георгий Андреевич (1901—1966 ) — советский гидростроитель.

## Достопримечательности
В селе действующая Церковь Иконы Божией Матери Боголюбской в Юрьевском, построенная в 1836 году — кирпичный храм в стиле провинциального классицизма.

### Священнослужители[26]
- Дмитриев Иоанн (? — †?), упоминается в 1703 году в Малоярославецкой десятине
- Емелиан — служил в 1803 году
- Загрядский Никита Николаевич (? — †ок. 1863)
- Даев Павел Алексеевич (1794 — †?), сын священника, переведён в 1833 году
- Протасов Пармен Михайлович (1832, с. Кременское Медынского уезда — †21 ноября 1897, с. Юрьевское), сын диакона, священник Георгиевской церкви на Илемне Медынского уезда. Перемещён 5 марта 1875 г.
- Маккаевский Сергей Александрович (1867, Боровск — †?), сын священника,  рукоположён 13 декабря 1892 года
- Благовещенский Андрей Григорьевич (1870 — †?), сын священника, рукоположён  9 мая 1894 г.
- Благовещенский Николай Сергеевич (? — †?) — в 1944 году состоял священником Боголюбской церкви.
- Григоьев Макар Максимович (? — †?), священник Троицкой церкви села Захаровское бывшего Медынского уезда, в 1953 году,  упоминается  в 1955 году.
- Чижов Александр Федотович (1897 — †?)   рукоположён 16 сентября 1958  года